# Svjetsko prvenstvo u vaterpolu za žene
Svjetska prvenstva u vaterpolu za žene održavaju su se u nepravilnim razmacima od 1986. godine. 

## Rezultati prvenstava za vaterpolistice
| Godina | Domaćin               | Zlato      | Srebro     | Bronca     |
| ------ | --------------------- | ---------- | ---------- | ---------- |
| 1986.  | Madrid, Španjolska    | Australija | Nizozemska | SAD        |
| 1991.  | Perth, Australija     | Nizozemska | Kanada     | SAD        |
| 1994.  | Rim, Italija          | Mađarska   | Nizozemska | Italija    |
| 1998.  | Perth, Australija     | Italija    | Nizozemska | Australija |
| 2001.  | Fukuoka, Japan        | Italija    | Mađarska   | Kanada     |
| 2003.  | Barcelona, Španjolska | SAD        | Italija    | Rusija     |
| 2005.  | Montreal, Kanada      | Mađarska   | SAD        | Kanada     |
| 2007.  | Melbourne, Australija | SAD        | Australija | Rusija     |
| 2011.  | Šangaj, Kina          | Grčka      | Kina       | Rusija     |
| 2013.  | Barcelona, Španjolska | Španjolska | Australija | Mađarska   |
| 2015.  | Kazanj, Rusija        | SAD        | Nizozemska | Italija    |
| 2017.  | Budimpešta, Mađarska  | SAD        | Španjolska | Rusija     |
| 2019.  | Gwangju, Južna Koreja | SAD        | Španjolska | Australija |
| 2022.  | Budimpešta, Mađarska  | SAD        | Mađarska   | Nizozemska |
| 2023.  | Fukuoka, Japan        | Nizozemska | Španjolska | Italija    |
| 2024.  | Doha, Katar           | SAD        | Mađarska   | Španjolska |
| 2025.  | Kallang, Singapur     | Grčka      | Mađarska   | Španjolska |
| 2027.  | Budimpešta, Mađarska  |            |            |            |